# Portret de interior

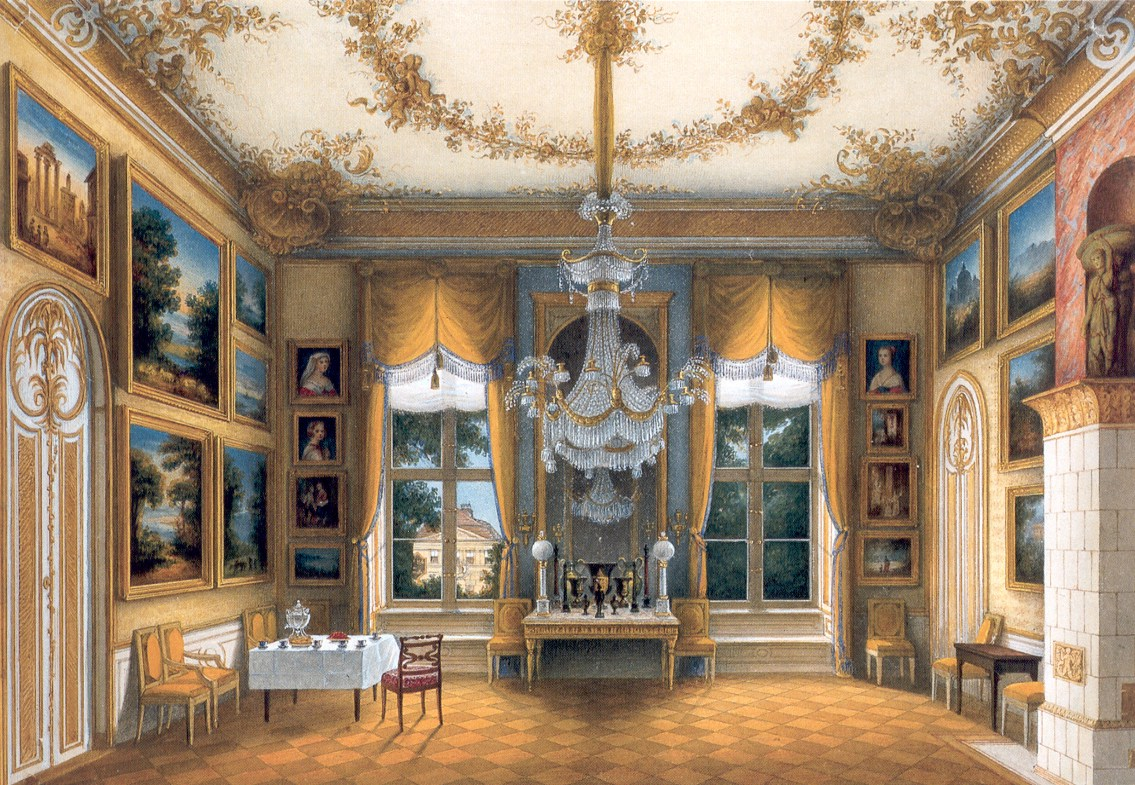
Salonul galben al reginei Louise a Prusiei în Castelul Potsdam (c.1840), de Friedrich Wilhelm Klose (1804–1863)

Portretul de interior este un gen de pictură care a apărut în Europa aproape de sfârșitul secolului al XVII-lea și s-a bucurat de un viu interes în a doua jumătate a secolului al XIX-lea. Este vorba despre o reprezentare atentă și detaliată a unui spațiu de locuit, fără persoane. Aceste picturi erau în general redate în acuarelă și necesitau o mare măiestrie tehnică, chiar dacă puțină creativitate. Până la mijlocul secolului al XX-lea, deși astfel de scene erau încă create, fotografia a schimbat acest stil de pictură într-o formă de arhaism intenționat.

## Nașterea genului
Portretul de interior nu trebuie confundat cu ceea ce se numește „piesă de conversație” în Anglia; un termen care desemnează o scenă cu un grup de persoane angajate într-o anumită activitate și adesea plasată în aer liber. Adevărata piesă de interior arată doar camera și decorul, deși activitatea anterioară poate fi sugerată prin amplasarea articolelor în cameră.
Acest tip de scenă apare pentru prima dată spre sfârșitul secolului al XVII-lea. La acea vreme, intenția era în întregime descriptivă. De obicei, ele erau realizate special pentru a arăta conținutul unei galerii de artă, al unei biblioteci personale sau al unui cabinet de curiozități. Unul dintre primele exemple cunoscute înfățișează biblioteca lui Samuel Pepys din Londra, datând din 1693. Ele sunt apreciate și astăzi de cercetători și decoratori. În cazul lui Pepys, se poate vedea, pe viu, cum un savant din acea vreme își aranjează cărțile într-o bibliotecă (o inovație la acea vreme), folosește un pupitru, își așază perne pentru confort, agață hărți etc.

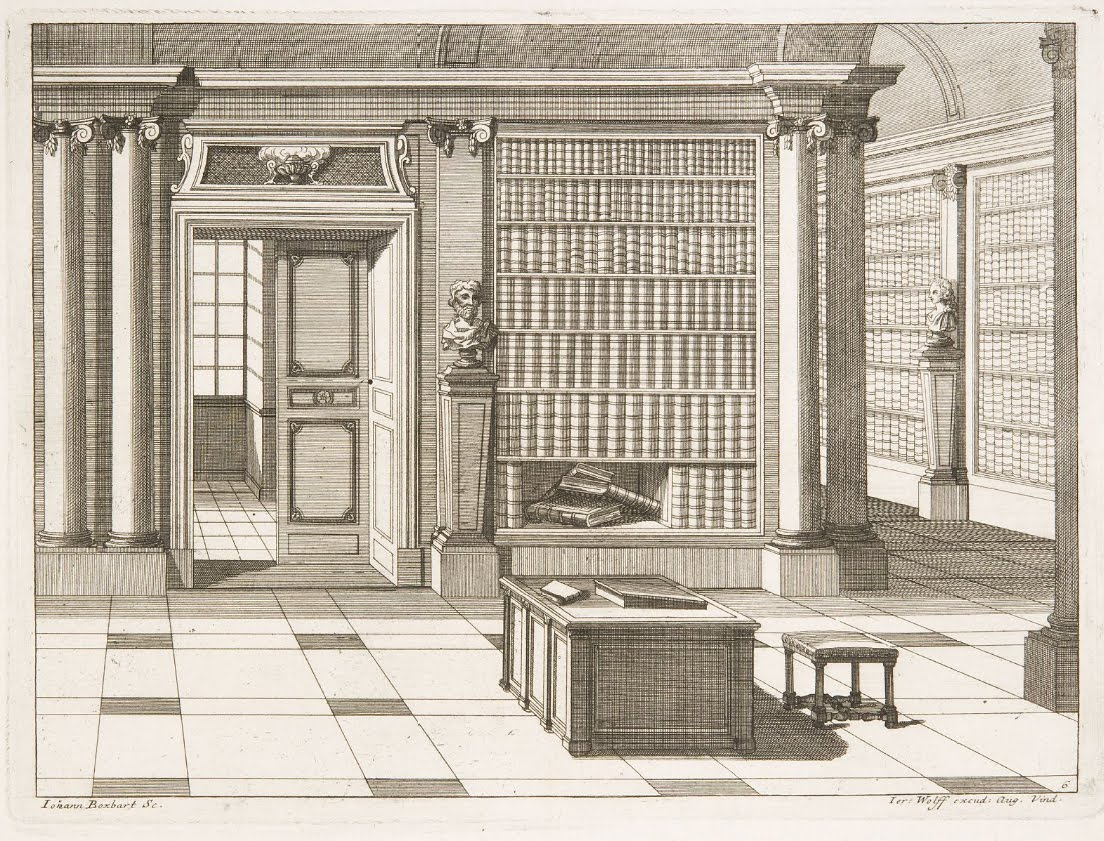
Proiect de bibliotecă, c.1700. Gravură de Johann Boxbarth (fl.1690–1710)

Abia în ultimul sfert al secolului al XVIII-lea și-a făcut apariția un nou tip de portret de interior cu o intenție diferită. Acest tip a apărut pentru prima dată în firmele de arhitectură și a fost realizat în beneficiul clienților lor. Mari arhitecți, precum James Adam și fratele său Robert Adam din Scoția și François-Joseph Bélanger⁠(d) realizau acuarele ale proiectelor lor anterioare pentru a atrage clienții potențialii. Acest lucru a creat o modă în rândul celor bogați și al nobilimii de a comanda picturi ale propriilor camere, pentru a le expune și păstra pentru posteritate. Aceste picturi erau adesea compilate în albume. Această manie a fost deosebit de răspândită în Anglia. De acolo, s-a răspândit pe scară largă în întreaga Europă.

## Apogeu în secolul al XIX-lea

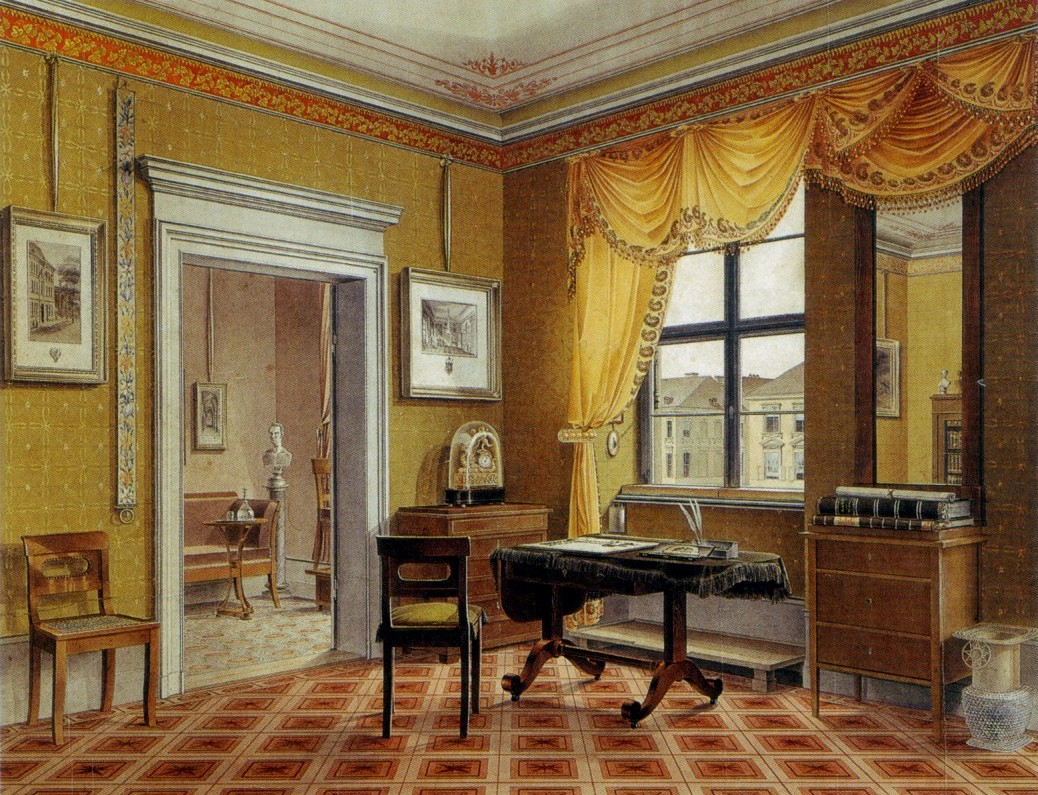
Dimensiunile psihologice ale decorului: portret interior de Leopold Zielcke (1791–1861). Berlin, 1825

Primul exemplu istoric important de portret de interior reprezintă o mică galerie de artă înființată de împărăteasa Josephine la Malmaison în 1812. În această acuarelă de Auguste-Siméon Garneray⁠(d), putem vedea harpa, colecția de artă și șalul ei, lăsate pe un fotoliu. Apare astfel un nou element: elementele psihologice ale decorului și o prezență umană palpabilă. Se pot simți emoțiile și gândurile proprietarului. În acest sens, picturile au devenit cu adevărat „portrete”.

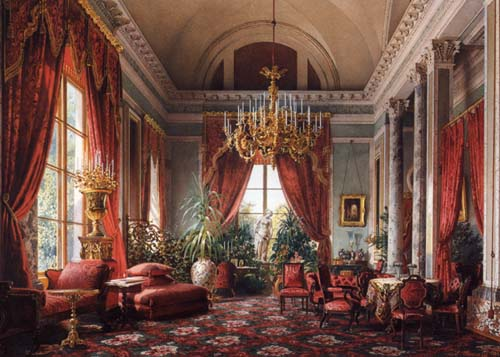
„Micul salon rouge” de la Palatul Alexandru din Țarskoe Selo, de (c.1855)

Popularitatea imensă a acestor picturi în secolul al XIX-lea poate fi explicată prin mulți factori. Printre noii bogați și burghezie, se acorda o mare importanță căminului ca loc al confortului, intimității și familiei. În această perioadă a avut loc, de asemenea, o specializare (de exemplu, săli de mese separate) care erau odată cunoscute doar de cei foarte bogați. Aceste noi „clase de mijloc” erau, de asemenea, dornice să copieze gusturile aristocratice, iar industrializarea a făcut ca o varietate mult mai mare de mobilier să fie ușor accesibilă. În cele din urmă, stilurile decorative erau în mod constant schimbate și reînviate, astfel încât portretele de interior erau o modalitate de a păstra amintirile cuiva și de a le lăsa moștenire generației următoare.
Reginei Victoria i-au plăcut foarte mult aceste portrete, deoarece i-au permis să ofere publicului o imagine de bun gust a vieții sale de familie și a confortului de acasă.  Astfel, această modă s-a răspândit în toate familiile regale din Europa. Datorită numărului de palate bogat decorate pe care le dețineau (Palatul de Iarnă, Țarskoe Selo, Palatul Gatcina, Palatul Peterhof, Palatul Pavlovsk ...), țarii erau printre cei mai entuziaști comisionari de portrete de interior. Practic, toate camerele lor (cu excepția celor mai private) au fost redate cel puțin o dată; unele de mai multe ori. Aceste acuarele sunt considerate a fi printre cele mai bune ale genului lor.

## Artiști de specialitate

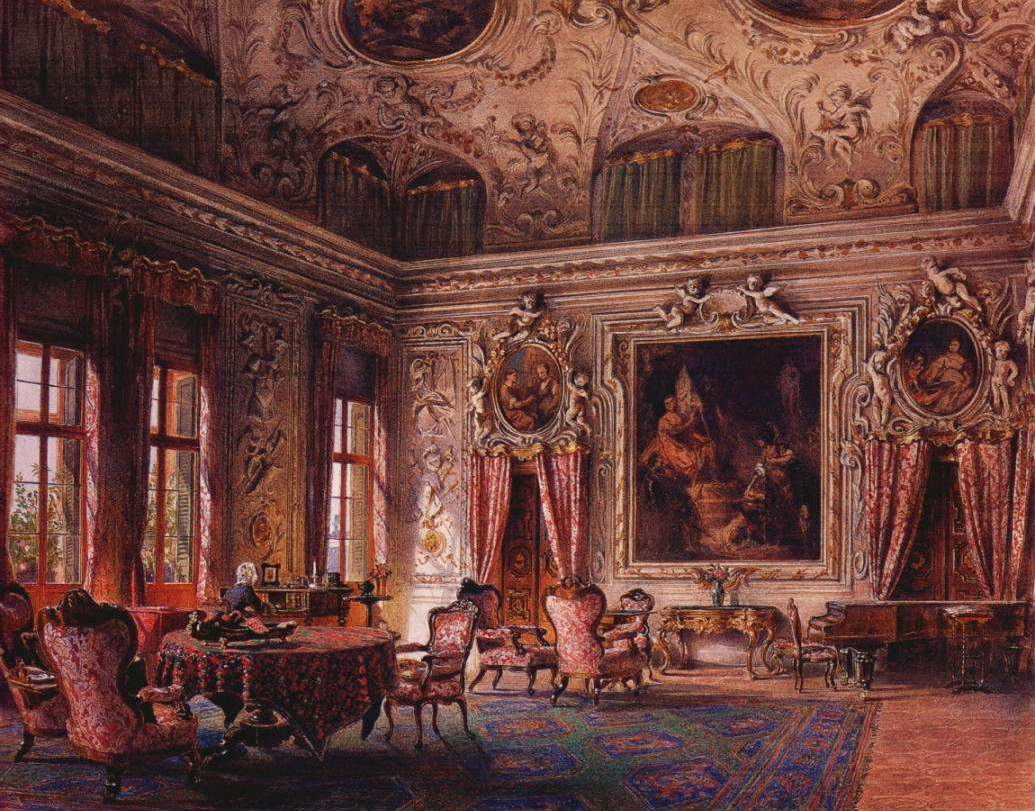
Salonul Palatului Barbaro, Veneția. (1855)

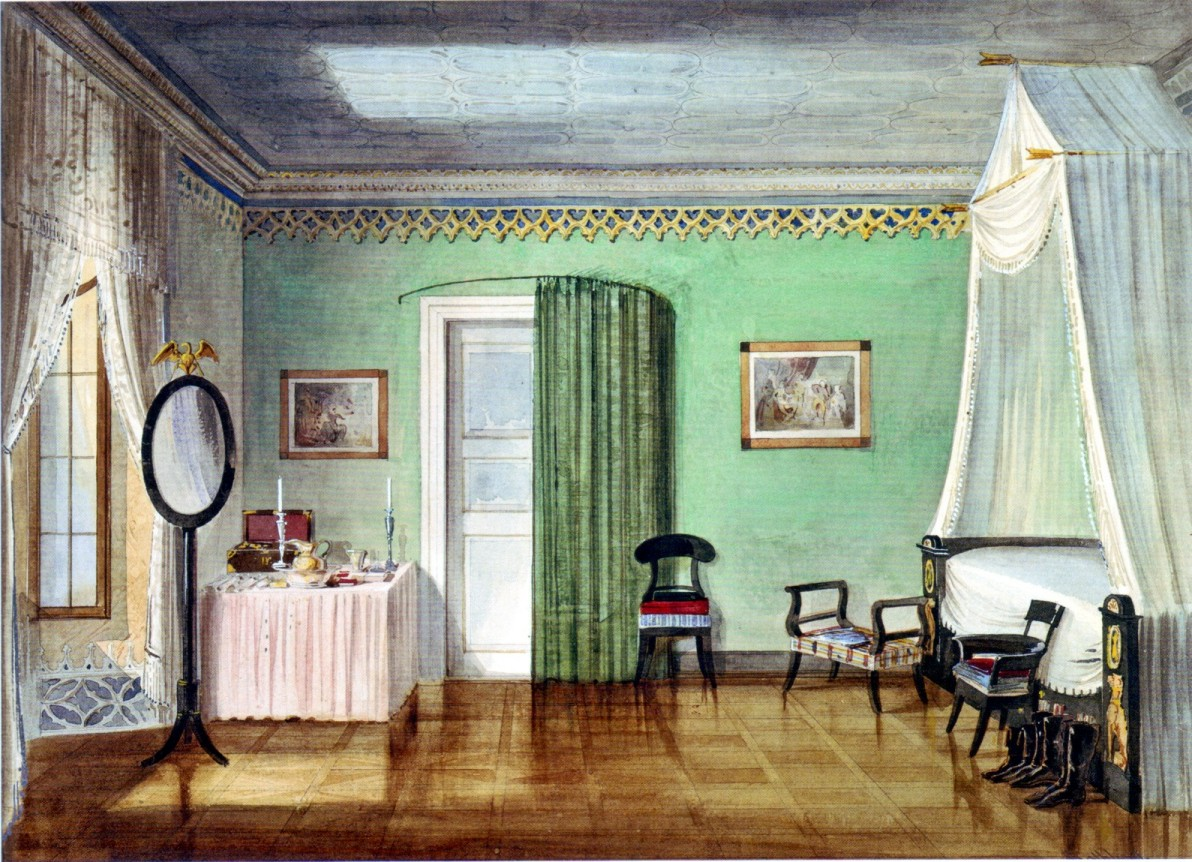
, Coburg 1848

Într-o perioadă în care orice tânără cultivată învăța să picteze în acuarelă, multe își pictau propriile camere sau pe cele în care primeau lecțiile. Majoritatea exemplelor care au supraviețuit sunt anonime și rareori de înaltă calitate, dar au adesea un farmec care compensează ceea ce le lipsește în ceea ce privește expertiza tehnică.
Cu toate acestea, unii membri ai aristocrației aveau un talent real, aproape profesional. Contele polonez Artur Potocki⁠(d), de exemplu, a călătorit mult, pictând în acuarele camerele de hotel și alte locuri în care a stat, de la Roma la Londra.
Cu toate acestea, practic toate lucrările de cea mai înaltă calitate au fost produse de profesioniști cu virtuozitate excepțională în acuarelă și o măiestrie a perspectivei ... în special perspectiva conică, cu două sau trei puncte de fugă, care produce un efect fotografic straniu pentru ochii moderni.
Cu doar câteva excepții, precum Jean-Baptiste Isabey și Eugène Lami din Franța, arhitectul John Nash și producătorul de mobilă Thomas Sheraton⁠(d) (ambii din Anglia), puțini artiști care s-au ocupat exclusiv de aceste portrete mai sunt cunoscuți și astăzi. Printre câțiva artiști de seamă care le-au realizat, care nu au fost menționați anterior:
- În Anglia: William Henry Hunt, Mary Ellen Best⁠(d), William Henry Pyne⁠(d) .
- În Franța: Charles Percier⁠(d), Adrien Dauzats .
- În Germania și Austria: Ferdinand Rothbart⁠(d), Rudolf von Alt, Eduard Gaertner⁠(d), Emanuel Stöckler⁠(d) .
- În Rusia: Eduard Hau⁠(d), Vasili Sadovnikov, Konstantin Ukhtomsky, Grigori Cernețov, Nicanor Cernețov (fratele său), Alexander Brullov, Karl Brullov⁠(d) (fratele său), Piotr Sokolov, Orest Kiprensky⁠(d), Alexei Venețianov⁠(d).
- În Polonia, Aleksander Gryglewski⁠(d) .

## Expoziții recente
- House Proud: Interioare de acuarelă din secolul al XIX-lea din colecția Thaw, Muzeul Național de Design Cooper-Hewith (o divizie a Smithsonian, New York, 12 august 2008 – 25 ianuarie 2009)
- Mario Praz - Scènes d'intérieur, Bibliothèque Marmottan, Boulogne-Billancourt, 20 noiembrie 2002 - 15 februarie 2003